# Dmitrij Vasilenko
Dmitrij Andrejevitj Vasilenko (ryska: Дмитрий Андреевич Василенко), född 12 november 1975 i Tjerkessk, Karatjajen-Tjerkessien, död 4 november 2019 i Frankrike, var en rysk gymnast.
Vasilenko tog OS-guld i lagmångkampen i samband med de olympiska gymnastiktävlingarna 1996 i Atlanta.